# Berezinai csata
A berezinai csata (vagy Beresina) 1812. november 26. – november 29. között zajlott le a visszavonuló Napóleon francia–lengyel hadserege (amelyben már többnyire harcképtelenül akadtak még szövetséges hollandok és németek is) valamint a Mihail Illarionovics Kutuzov, Peter Wittgenstein és Pavel Vasziljevics Csicsagov vezette orosz seregek között. A csata az oroszok győzelmét hozta. A franciák katasztrofális veszteségeket szenvedtek. Azóta a francia nyelvben a „bérézina” szó a „katasztrófa” szó szinonímájaként szerepel.

## Előzmények
A Grande Armée túlélő rendezetlen, visszavonuló tömegei az orosz seregek harapófogójából a remélt biztonság felé nyugati irányban akartak kitörni. Napóleon most is katonáival beszélgetve órákon át menetelt egy botra támaszkodva. Egy ideig azt tervezte, hogy a francia sereget Szmolenszkben szállásolják el, és itt vészelik át a telet, de amikor értesült arról, hogy egy orosz hadsereg a Berezina folyó felé tart, hogy elvágja a francia sereg útját, akkor a visszavonulás folytatása mellett döntött. Közben (november 16-án) Napóleon egyik hadtestét az orosz csapatok szétverték, a lengyel csapatok pedig föladni kényszerültek Minszket, ahol jelentős tartalékot halmoztak fel, ami most az oroszok zsákmánya lett.

## A csata
A feladat nem volt könnyű a franciák számára, téli viszonyok közt átkelni a kilencven méter széles Berezinán.
A kiválasztott átkelő helyét különféle elterelő hadmozdulatokkal elrejtették az oroszok elől, amelyek olyan sikeresek voltak, hogy csupán egy kis orosz különítmény maradt Sztugyankával szemben. A könnyű gyalogosok tutajon átkeltek a folyón, és ezt az orosz alakulatot elkergették egy dandár lovasság támogatásával. Ezután – az átkelés fedezésére – tüzérséget telepítettek a sztugyankai magaslatra. Eblé tábornok a felszerelések megsemmisítésére vonatkozó császári parancs ellenére megőrzött néhány szekeret, így holland mérnökeinek sikerült két pontonhídra elegendő anyagot szerezniük a sztugyankai házak lebontásával. Az utászok megállás nélkül dolgoztak a mellig érő jéghideg vízben 25-ről 26-ára virradó éjszakán. Reggel Oudinot francia–holland hadteste már át tudott kelni az első hídon a hídfő kiszélesítésére.
Miközben a csapatok folyamatosan keltek át, egy második, szélesebb és erősebb szerkezetű hidat építettek, hogy a szekerek és a tüzérség is átkelhessen 26-án. Ennek a napnak az éjszakáján tovább folyt a keleti part kiürítése, amit többször megzavart a hidak időközönkénti összeomlása. Napóleon a császári gárda megmaradt 8 000 katonájával 27-én kora délután vonult át a fő hídon. Victor, Davout és Eugène de Beauharnais a tartalék alakulatokkal, a tábori személyzet tömegeivel, valamint a teljes felszereléssel együtt még nem kelt át. Ekkor a fő híd újból összedőlt, pánik tört ki, sok francia megrohamozta a leszakadt hidat. A zűrzavarban százakat tapostak agyon, többen beleestek a jeges vízbe. A tetemek eltorlaszolták a híd bejáratát, vagy belegabalyodtak a cölöpökbe. Az átkelés több órára leállt, amíg valamelyest helyre nem állt a rend és ki nem javították a fő hidat. Ezután kelt át Davout hadteste, Victor hátramaradva biztosította a keleti hídfőt, amíg a hadsereg vége meg nem érkezik. November 27-én éjjel lelassult az átkelés; a hosszú órákig tartó várakozás - a dermesztő hideg, az éhség és kialvatlanság teljesen elgyengítette a keleti parton várakozókat, sokan megfagytak hajnalra.
Peter Wittgenstein tábornok serege röviddel 28-a hajnalát követően jelent meg Victor közelében, miután a november 25-ei boriszovi elterelő hadművelet végrehajtójának, Partouneaux tábornoknak a 4500 fős hadseregét felszámolták. Victor a badeni dandár támogatásával a nap hátralevő részében sikeresen tartotta a keleti partot, de délre az oroszok ágyúi már lőtávolságban voltak a hidaktól. Tüzelésük pánikot és zavart okozott: nőket és gyermekeket tapostak agyon, a sebesülteket és a fagysérülteket magukra hagyták, az átkelés közben pedig több ezer embert sodortak a hídról a folyóba társaik.
Oudinot és Michel Ney meghátrálásra kényszerítette az oroszokat a nyugati parton. A folyó másik oldalán Victor egy magaslatról megállította Wittgenstein támadását, majd november 28-án éjjel ő is átvonult a hídon, csak utóvédjét hagyta hátra.
Az utolsó katonák hajnalban keltek át a folyón. A tábori személyzet és a menekültek sorsa nem érdekelte a császárt, november 29-én reggel 9 órakor parancsot adott Eblé tábornoknak, és az utászok felgyújtották a hidakat. Az innenső parton rekedtek még elkeseredetten próbáltak átkelni, de sikertelenül. Legtöbbjüket lemészárolták az orosz kozákok és a lovasság.

## Következmények
A franciák szörnyű veszteségeket szenvedtek, Napóleon megmaradt reguláris hadseregének legalább a felét, mintegy 20–25 000 embert. A Berezinán való átkelés nagy teljesítménynek tekinthető, a franciákat a teljes megsemmisüléstől ekkor csak Napóleon nevének varázsa és hadseregeinek még mindig meglévő tekintélye mentette meg. Mindkét orosz tábornok: Wittgenstein is, Csicsagov is tartott a császártól, és vonakodott túl közel kerülni hozzá, Kutuzov pedig úgy vélte, csata nélkül is elérheti célját.
Wittgenstein erői a következő négy napon át zaklatták még a visszavonuló franciákat.

## Képek
A csata drámaiságát a legtöbb képen a híd szimbolizálja.

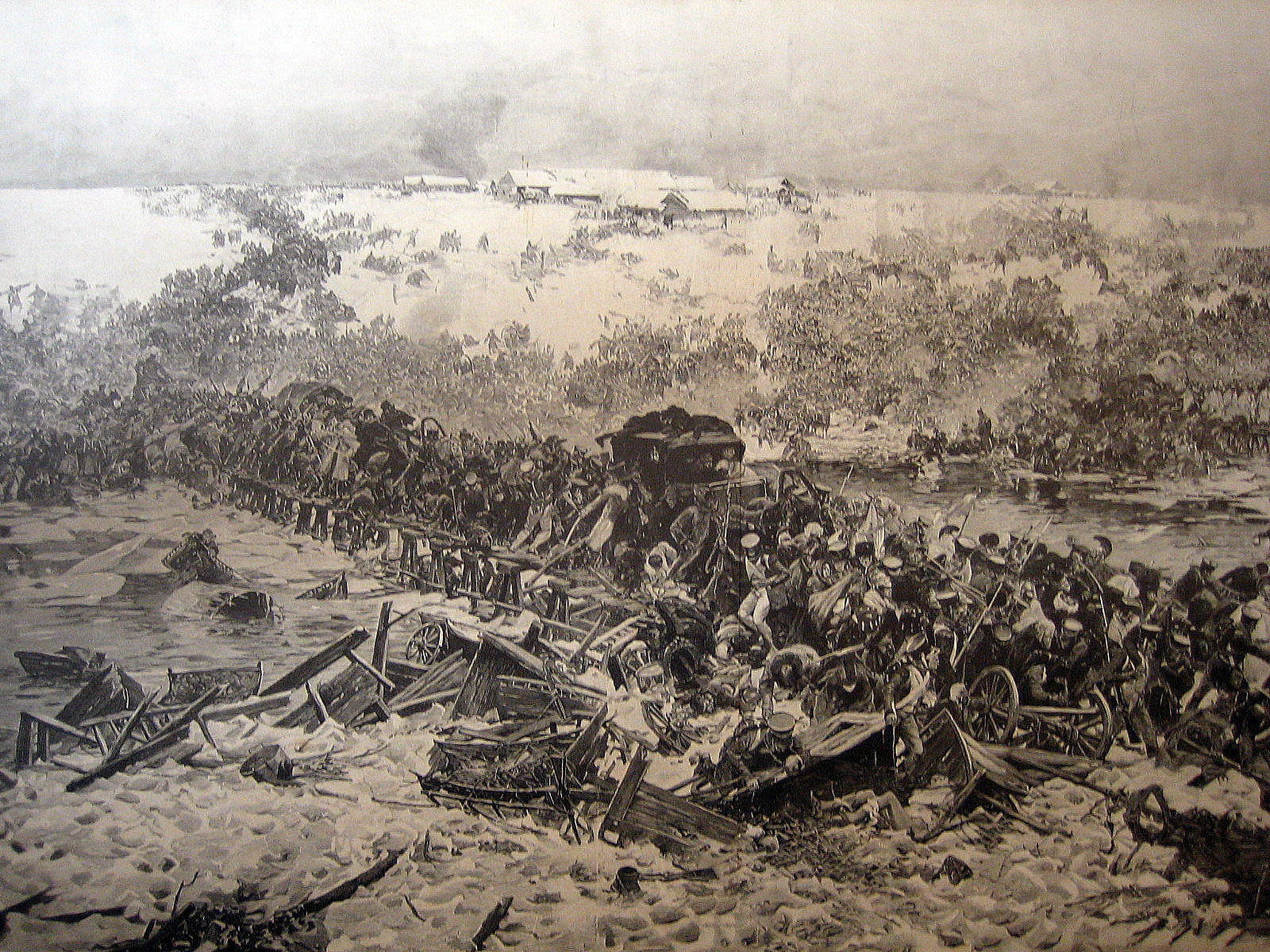
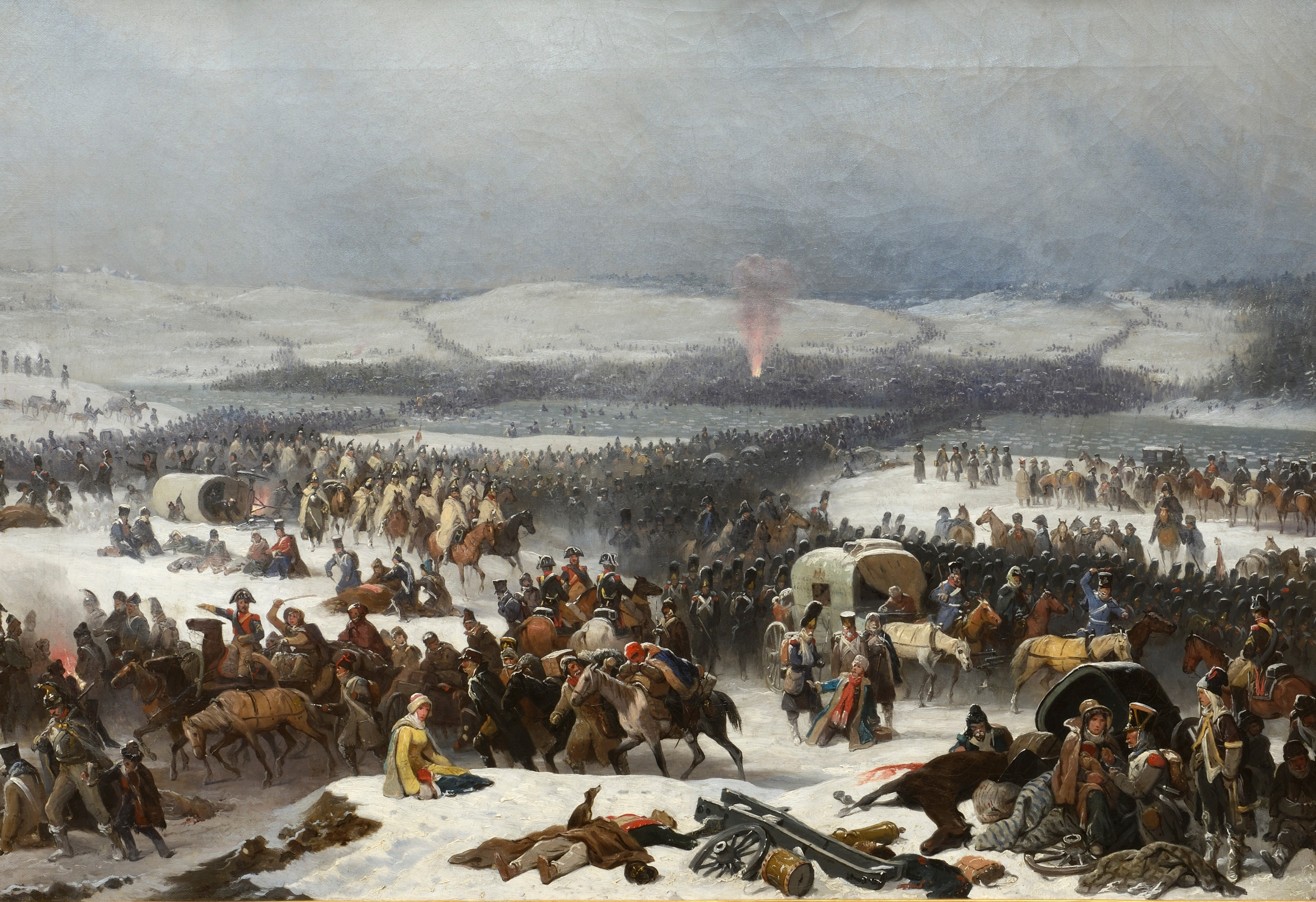
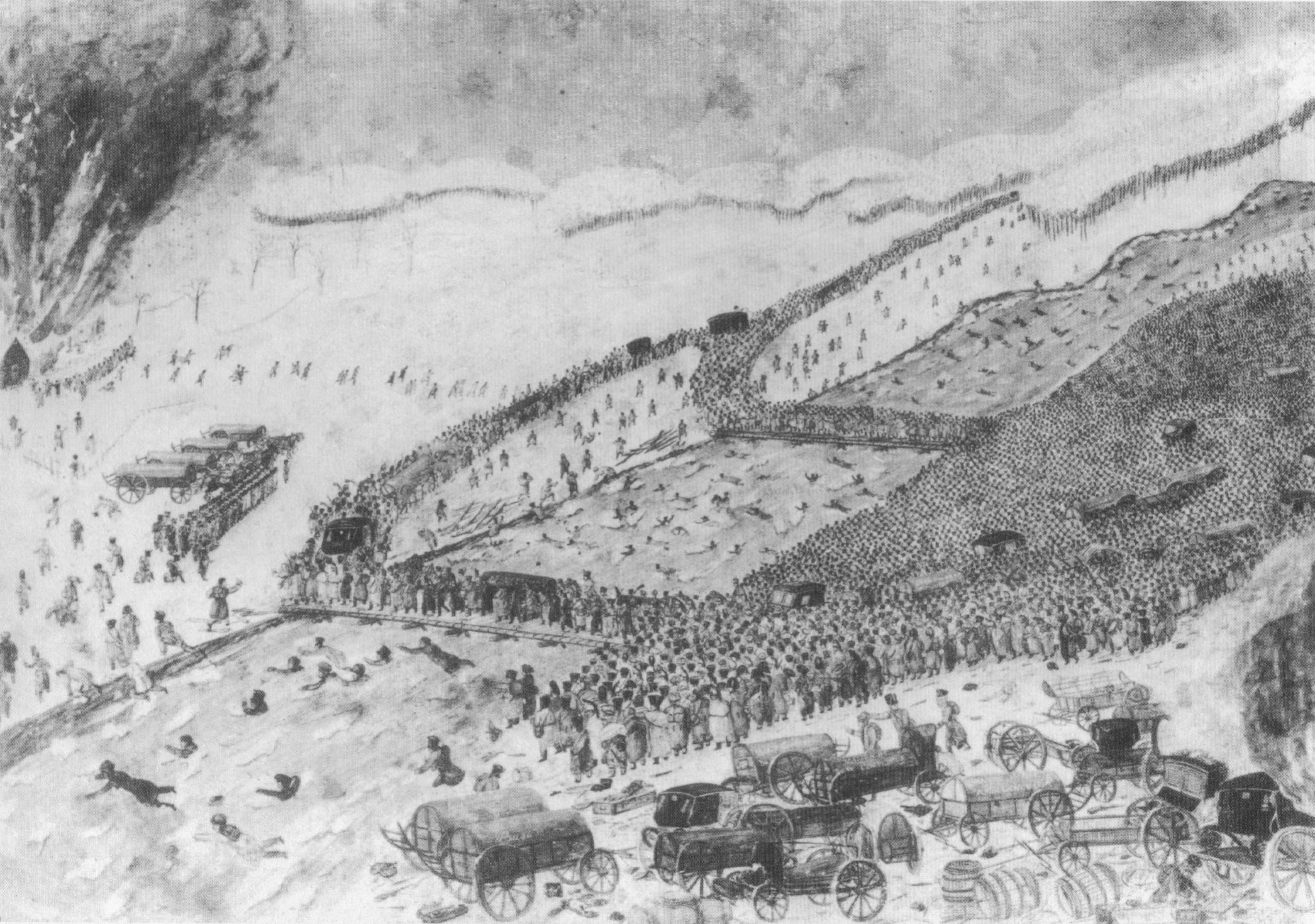
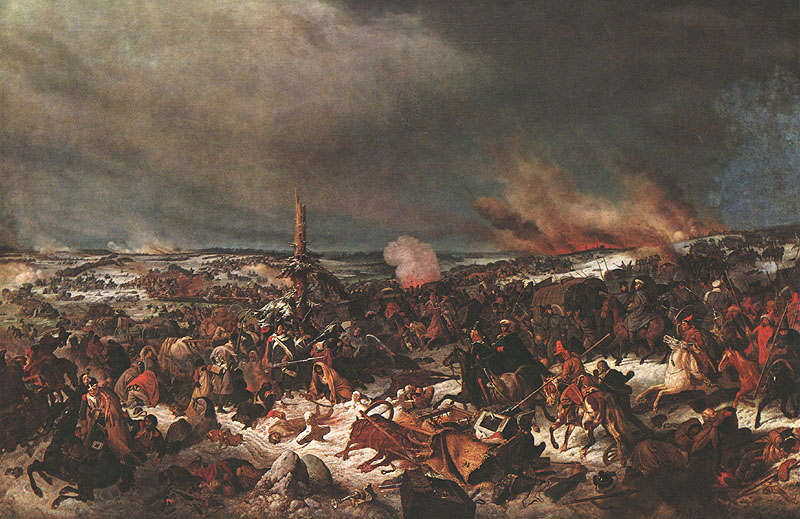
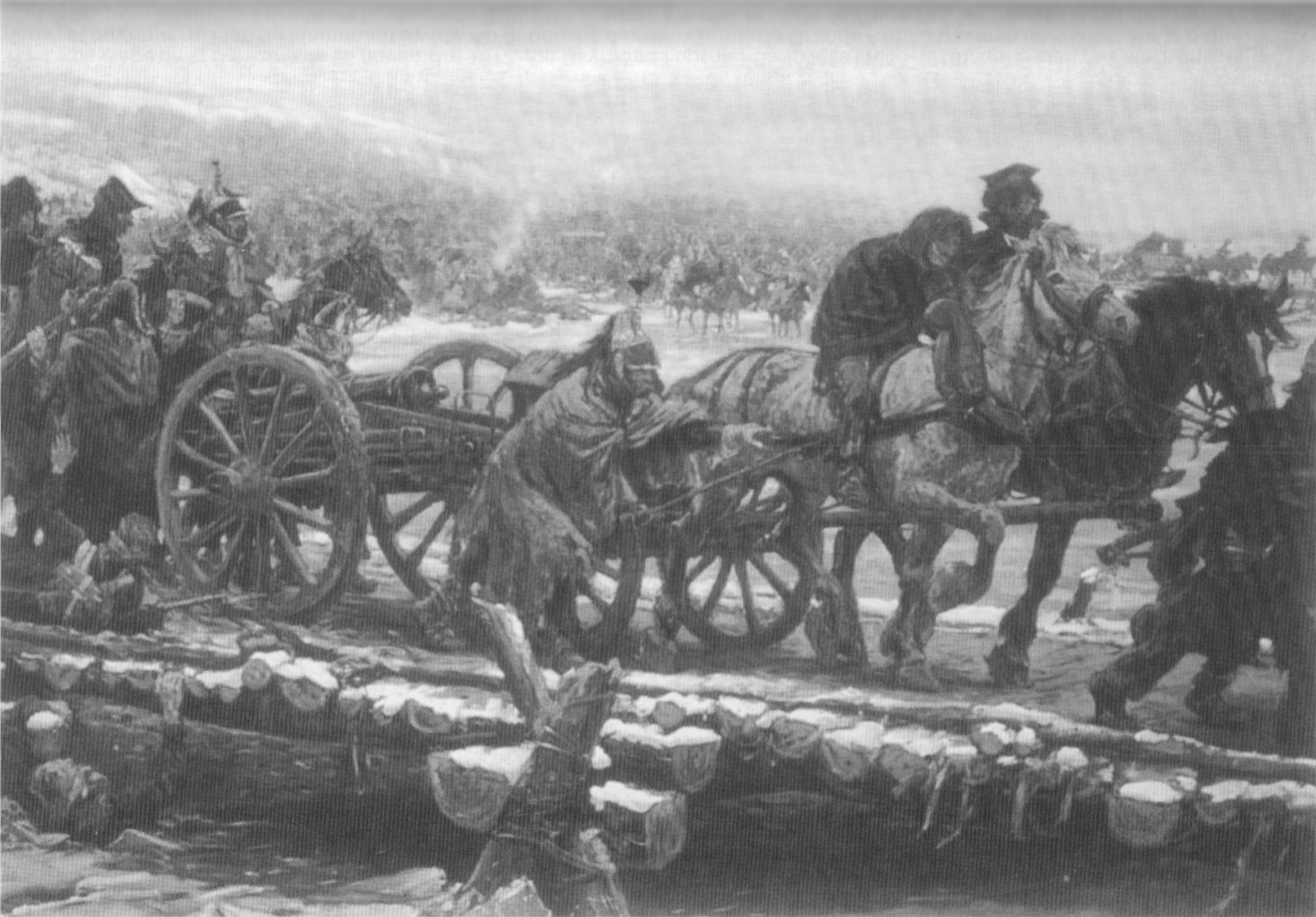
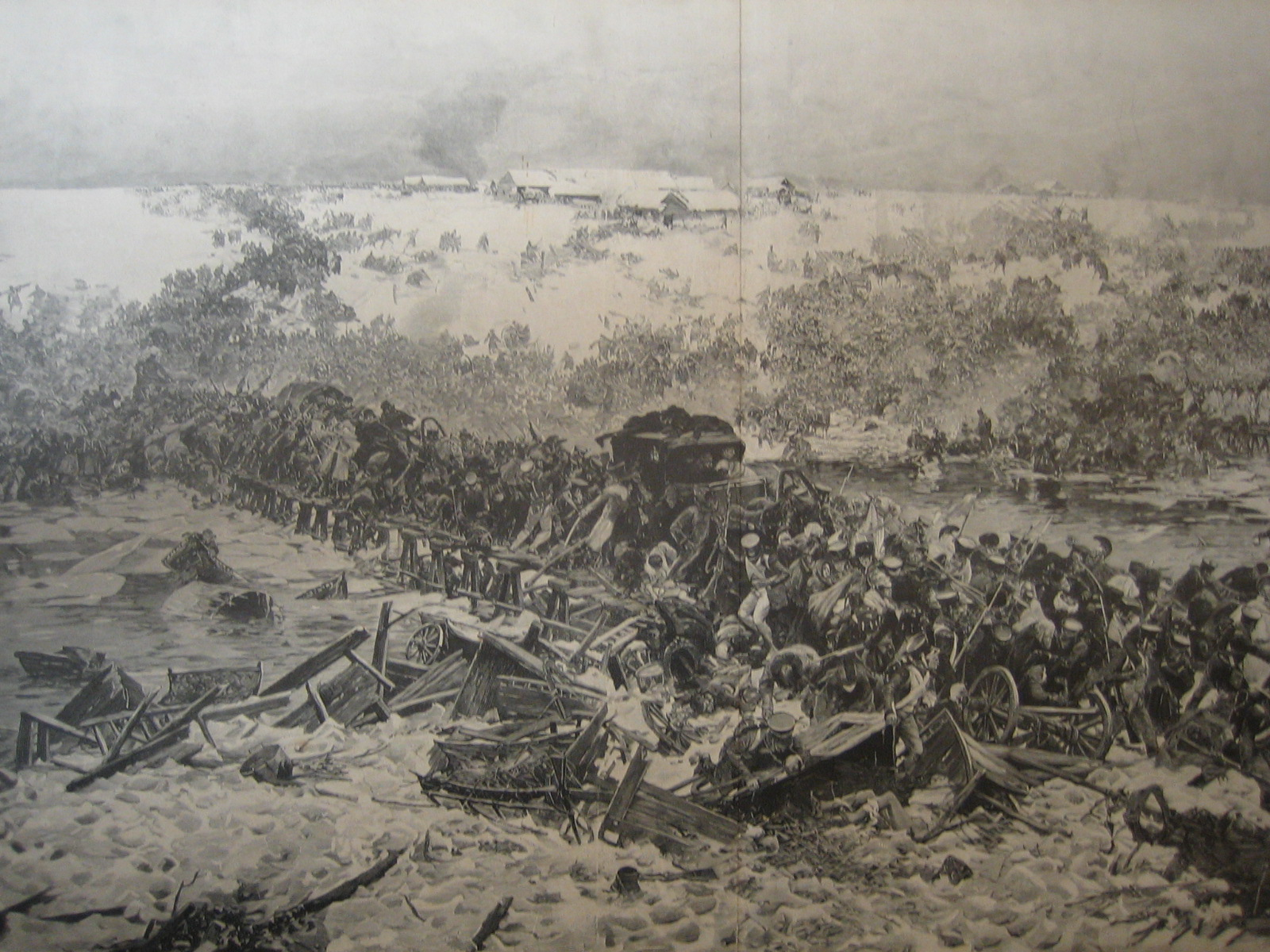
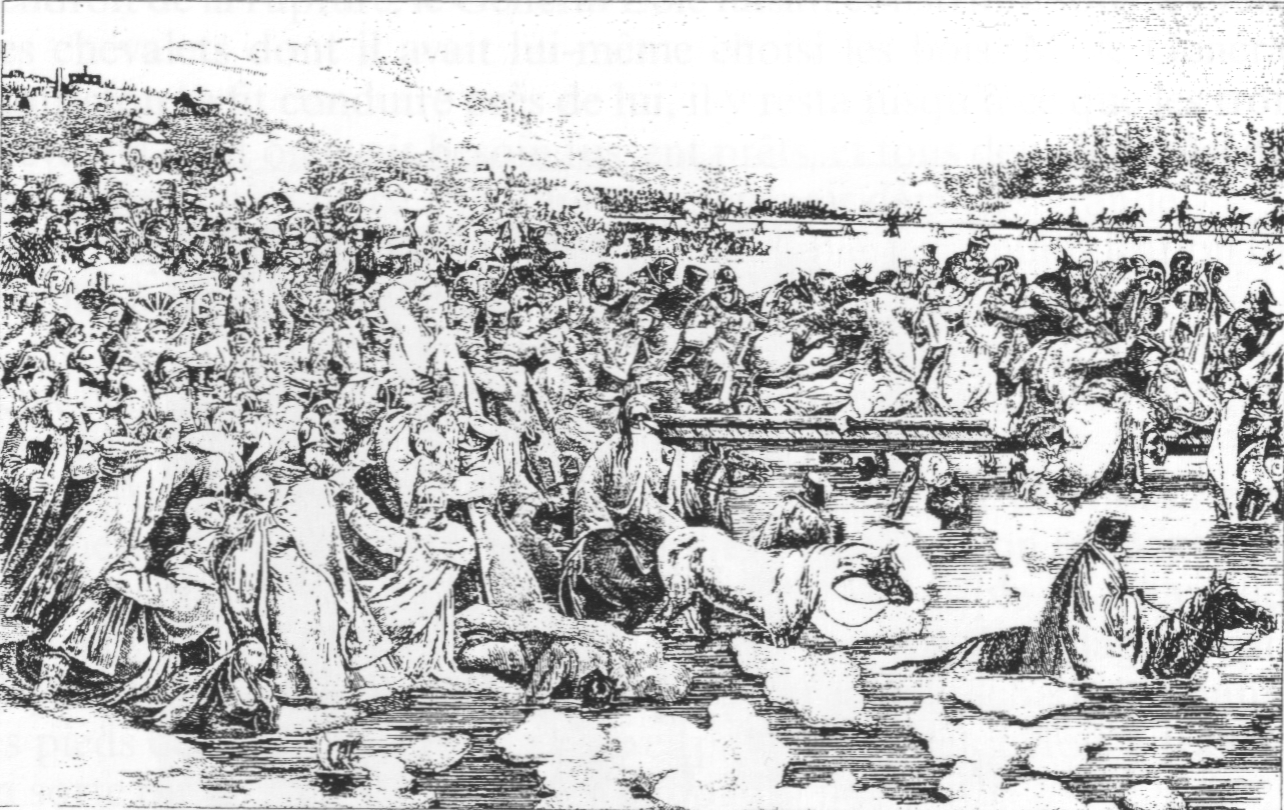

## Fordítás
- Ez a szócikk részben vagy egészben  a   Battle of Berezina című angol Wikipédia-szócikk fordításán alapul.  Az eredeti cikk szerkesztőit annak laptörténete sorolja fel. Ez a jelzés csupán a megfogalmazás eredetét és a szerzői jogokat jelzi, nem szolgál a cikkben szereplő információk forrásmegjelöléseként.